# Notoglanidium macrostoma
Notoglanidium macrostoma es una especie de pez de la familia Claroteidae en el orden de los Siluriformes.

## Morfología
• Los machos pueden llegar alcanzar los 24 cm de longitud total.
- Número de  vértebras: 32-38.[1][2]

## Alimentación
Se nutre de larvas de insectos, crustáceos y pecesitos.

## Hábitat
Es un pez de agua dulce y de clima tropical (23 °C-27 °C).

## Distribución geográfica
Se encuentran en África:  cuencas de los ríos  Chiloango (Angola),  Ogooué (Gabón) y  Nyong,  Sanaga y  DJA en Camerún.